# DiscO-Zone
DiscO-Zone è il terzo e ultimo album pubblicato dalla band moldava O-Zone, pubblicato il 13 agosto 2003. Ne sono stati estratti tre singoli: Dragostea din tei, Numai Tu e Despre Tine. Il brano Nu ma las de limba noastra, (non abbandoniamo la nostra lingua), fa capire che gli O-Zone sono moldavi e, come tale, canteranno in rumeno. Infatti, le canzoni sono in rumeno.
Le canzoni Numai tu, Despre Tine, Nu ma las de limba noastra, Dar unde esti compaiono anche nel precedente album del gruppo, Number 1.

## Tracce
Testi e musiche di Dan Balan, eccetto dove indicato.
1. Fiesta de la noche – 4:01
2. De ce plang chitarele – 4:11 (Dan Balan, Efim Crimerman, Mihai Dolgan)
3. Dragostea din tei – 3:33
4. Printre nori – 3:43
5. Oriunde ai fi – 4:25
6. Numai tu – 4:00
7. Dar, unde ești? – 4:02
8. Despre Tine – 3:50
9. Sarbatoarea noptilor de vara – 3:51
10. Nu ma las de limba noastra – 3:49
11. Crede ma – 4:44

Bonus track Romania
1. Dragostea din tei (Crystal Mix)
2. Dragostea din tei (Nectar Remix)
3. Dragostea din tei (mix)

## Classifiche

### Classifiche settimanali
| Classifiche (2004-05) | Posizione massima |
| --------------------- | ----------------- |
| Austria               | 15                |
| Belgio (Fiandre)      | 63                |
| Belgio (Vallonia)     | 3                 |
| Danimarca             | 9                 |
| Finlandia             | 3                 |
| Francia               | 15                |
| Germania              | 16                |
| Giappone              | 1                 |
| Norvegia              | 3                 |
| Paesi Bassi           | 41                |
| Polonia               | 5                 |
| Portogallo            | 1                 |
| Spagna                | 54                |
| Svezia                | 39                |
| Svizzera              | 7                 |
| Ungheria              | 4                 |

### Classifiche di fine anno
| Classifica (2004) | Posizione |
| ----------------- | --------- |
| Finlandia         | 7         |
| Germania          | 92        |
| Svizzera          | 57        |
| Ungheria          | 18        |